# جاش پایس
جاش پایس (انگلیسی: Josh Pais؛ زادهٔ ۲۱ ژوئن ۱۹۵۸) یک فیلم‌نامه‌نویس، بازیگر و کارگردان اهل ایالات متحده آمریکا است. وی از سال ۱۹۸۸ میلادی تاکنون مشغول فعالیت بوده‌است.
از فیلم‌ها یا برنامه‌های تلویزیونی که وی در آن نقش داشته‌است، می‌توان به نانوایی در بروکلین، جیغ ۳، تماشای کارآگاهان، دندان‌ها، آربیتراژ، سرزمین ماجراجویی، چاقوی ضامن‌دار، خانواده فانگ، سرزمین عادات ثابت، جنتلمن‌های برونکوس، تقلید، لمسی احساسی و خصلت خانوادگی اشاره کرد.